# Juego de las Estrellas de la Liga Nacional de Básquet 2023
El Juego de las Estrellas de la Liga Nacional de Básquet del 2023 fue la trigésimo cuarta (XXXIV) edición del evento de carácter amistoso y regular organizado por la Asociación de Jugadores de Basquet. Tuvo lugar el 20 de julio en el Estadio Héctor Etchart del club Ferro Carril Oeste, en la Ciudad Autónoma de Buenos Aires. El encuentro se desarrolló una vez finalizada la Liga Nacional de Básquet 2022-23.

## Juego de las estrellas
Los jugadores se dividieron en dos equipos, uno denominado "rojo" y otro "blanco". El equipo Rojo fue dirigido por Julio Lamas, exentrenador de la selección argentina, en lo que fue su participación número 11 en el evento. El equipo Blanco, por su parte, contó con Leandro Ramella como director técnico en lo que fue su primera participación en el Juego. Ramella fue el entrenador de Quimsa de Santiago del Estero en la última temporada de la Liga Nacional, con el que se consagró campeón. A diferencia de otras ediciones, no se realizó una votación para elegir los jugadores participantes si no que estos fueron invitados por la organización. El 12 de julio se dieron a conocer los equipos, contando cada uno con dos jugadoras de la Liga Femenina de Básquetbol.

### Equipos

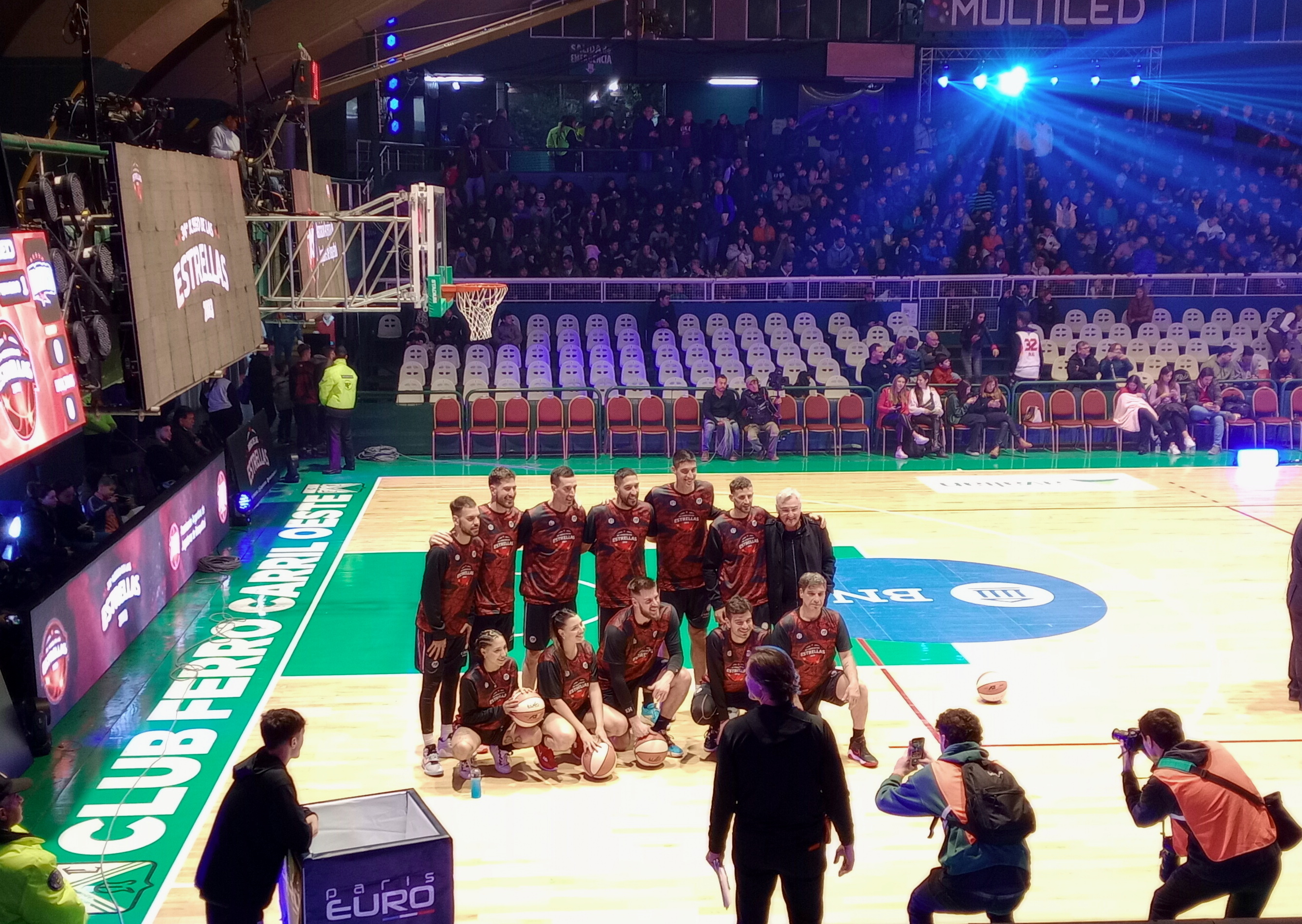
El equipo rojo, ganador del encuentro, formando antes de comenzar el partido.

| Equipo Rojo        | Equipo Rojo      | Equipo Rojo |
| Jugador            | Jugador          | Pos         |
| ------------------ | ---------------- | ----------- |
| 13                 | Pedro Barral     | Base        |
| 10                 | Sebastián Festa  | Base        |
| 45                 | Nicolás Gianella | Base        |
| 11                 | Micaela Gonzalez | Escolta     |
| 15                 | Selem Safar      | Escolta     |
| 35                 | Federico Marín   | Alero       |
| 5                  | Agustina García  | Alera       |
| 33                 | Nicolás Romano   | Ala pívot   |
| 8                  | Matías Nuñez     | Ala pívot   |
| 6                  | Lautaro Berra    | Pívot       |
| 9                  | Kevin Hernández  | Pívot       |
| Julio Lamas (Ent.) |                  |             |

| Equipo Blanco          | Equipo Blanco          | Equipo Blanco |
| Jugador                | Jugador                | Pts           |
| ---------------------- | ---------------------- | ------------- |
| 6                      | Franco Balbi           | Base          |
| 20                     | Camila Suárez          | Base          |
| 13                     | Paolo Quinteros        | Escolta       |
| 30                     | Mauro Cosolito         | Escolta       |
| 44                     | Martín Cuello          | Alero         |
| 3                      | Candela Gentinetta     | Ala pívot     |
| 33                     | Fabián Ramírez Barrios | Ala pívot     |
| 1                      | Walter Herrmann        | Ala pívot     |
| 93                     | Mariano Fierro         | Ala pívot     |
| 8                      | Ignacio Alessio        | Pívot         |
| 15                     | Sebastián Chaine       | Pívot         |
| Leandro Ramella (Ent.) |                        |               |

## Carrera de Habilidades
El juego se inició con el desafío de habilidades (pase, dribbling, tiro) entre dos integrantes del equipo rojo contra dos del equipo blanco.
Participantes
- Nicolás Gianella y Micaela González (equipo rojo)
- Franco Balbi y Camila Suárez (equipo blanco)

El ganador fue el equipo rojo con un tiempo de 49.3 segundos, sumando así cinco puntos para el total.

## Desafío 3X3
La segunda prueba fue un partido de 3x3 donde el equipo Blanco, integrado por Mauro Cosolito, Fabián Ramirez Barrios, Mariano Fierro y Sebastián Chaine venció al conjunto Rojo (Pedro Barral, Matías Núñez, Lautaro Berra y Federico Marín) por 15 a 8. Con esto los equipos quedaron igualados en cinco puntos.

## Tiro de las Estrellas
La tercera competencia fue el llamado "tiro de las estrellas", donde los equipos tenían que encestar desde distintas posiciones. Para el equipo blanco jugaron Walter Herrmann, Candela Gentinetta, Ignacio Alessio derrotando a "Paco" Festa, Agustina García y Kevin Hernández con un tiempo de 28.8 segundos. El triunfo dejó al equipo blanco 10-5 arriba.

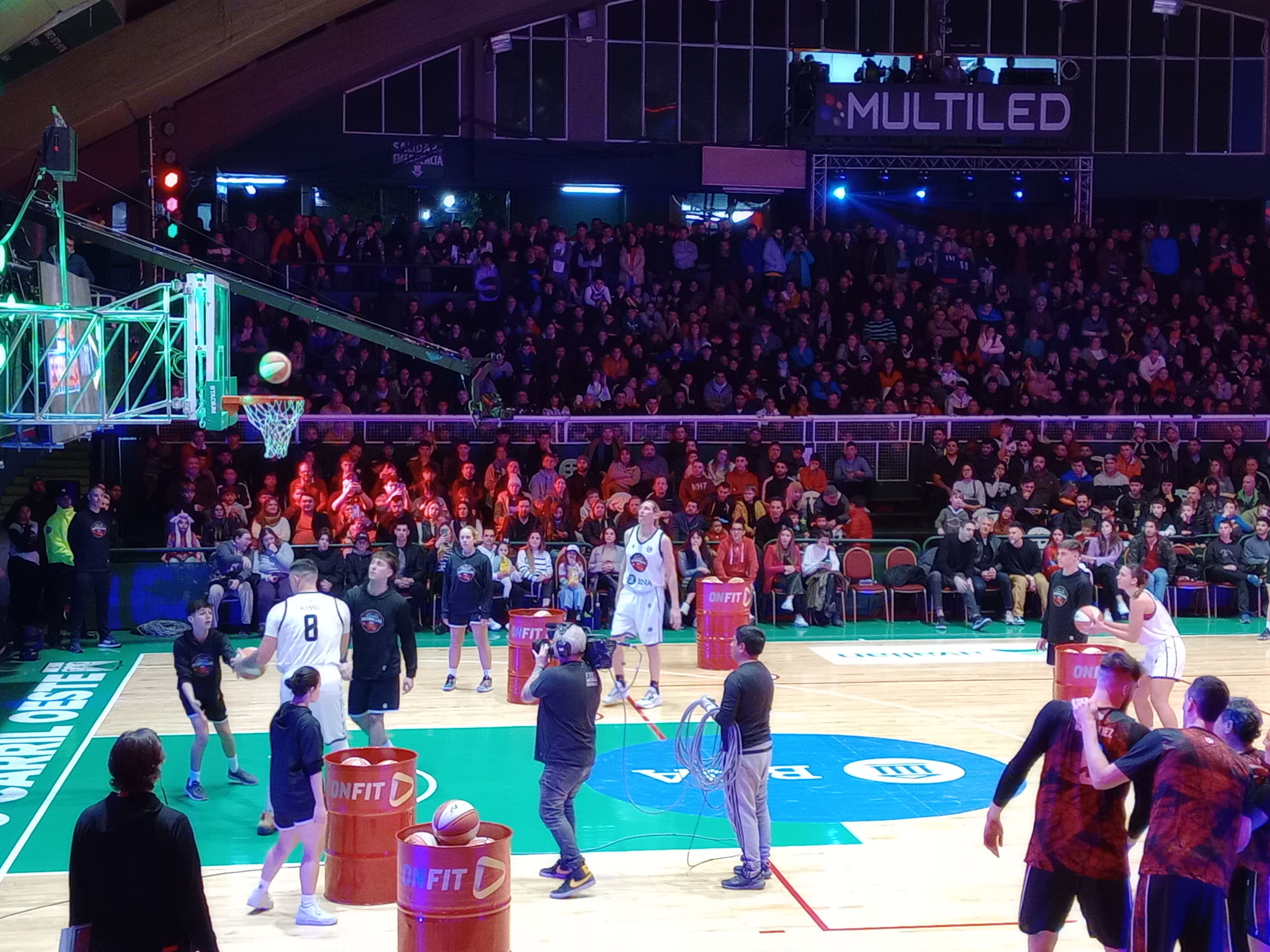
El equipo blanco en la competencia de tiro
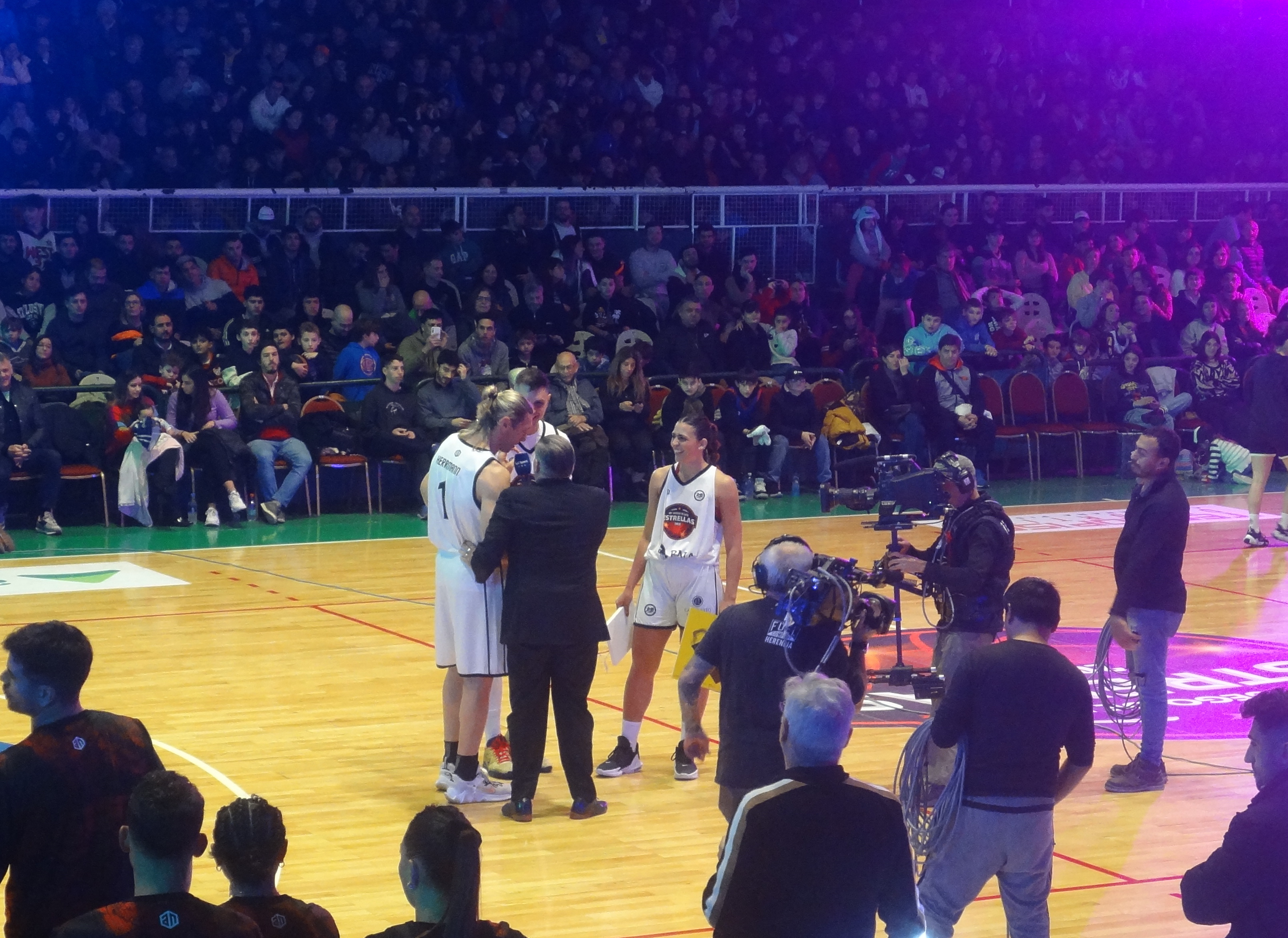
Walter Herrmann, Candela Gentinetta e Ignacio Alessio recibiendo el premio de la competencia

## Torneo de triples
El Torneo de triples, por motivos de patrocinio Torneo de Triples Euro Paris, fue el trigésimo cuarto torneo de este tipo desde que se disputó en 1998 el primero, en la primera edición del Juego de las Estrellas. En la final, Selem Safar (equipo rojo) superó a Paolo Quinteros por 23 a 22, dejando en camino a Nicolás Romano y al anterior campeón de la competencia, Martín Cuello. Con este resultado los dos equipos llegaron a los diez puntos cada uno, que se contaron para el partido principal.

## Partido
Con una actuación destacada de Selem Safar, quién fue elegido jugador más valioso del encuentro, el equipo rojo se llevó el triunfo por 63 a 54.

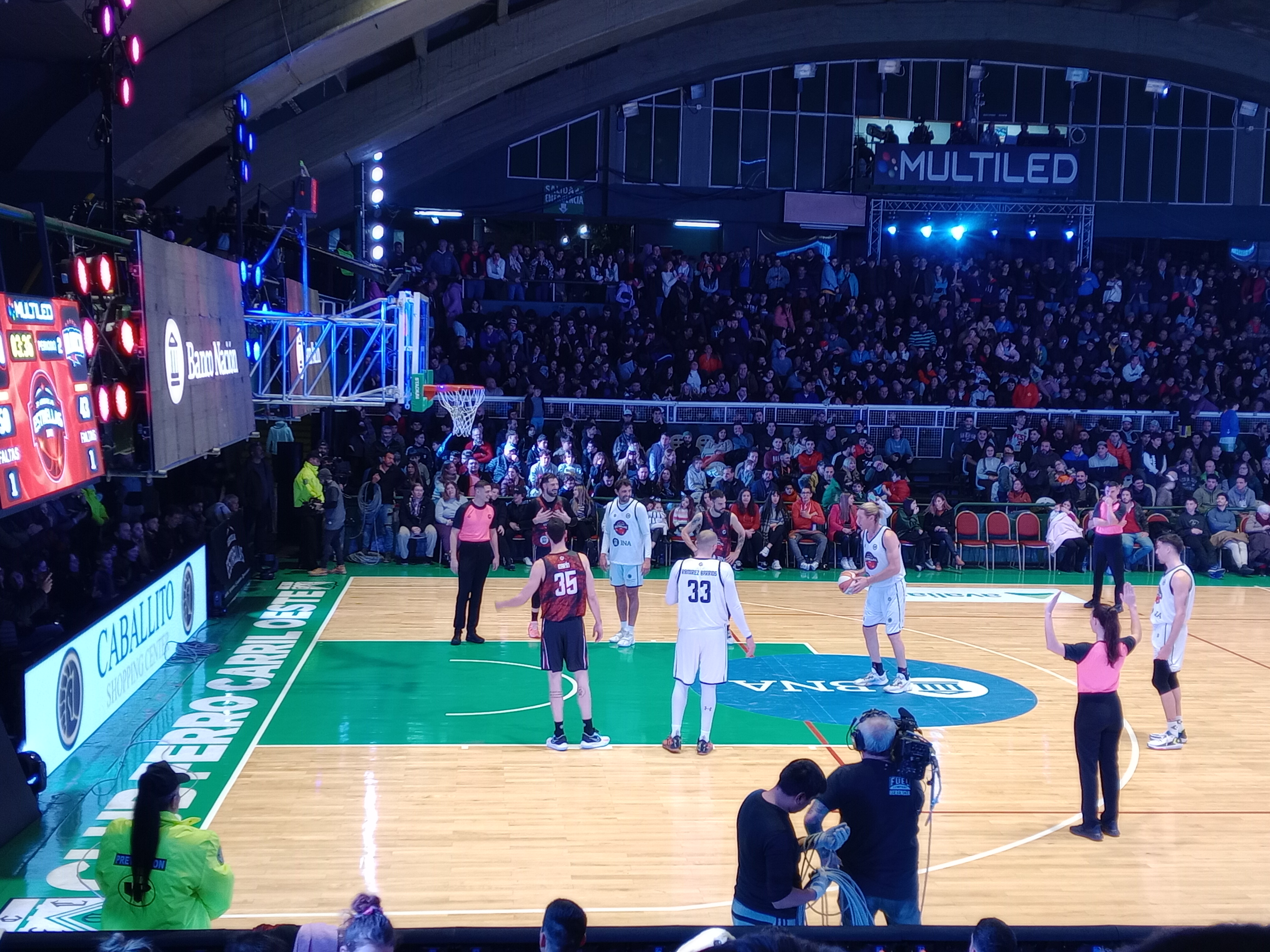
Walter Herrmann con un tiro libre